# Hans-Hermann Kocks
Hans-Hermann Kocks (* 15. Juli 1945 in Hergensweiler) ist ein deutscher Jurist und Verbandsfunktionär im Ruhestand.

## Leben
Hans-Hermann Kocks besuchte das humanistische Landfermann-Gymnasium in Duisburg und ab 1961 das Realgymnasium Landschulheim Schloss Ising am Chiemsee, wo er 1965 das Abitur ablegte. Zum Wintersemester 1965/1966 begann er an der Julius-Maximilians-Universität Würzburg das Studium der Rechtswissenschaften. 1967 setzte er das Studium an der Ludwig-Maximilians-Universität München fort. 1968 wechselte er an die Rheinische Friedrich-Wilhelms-Universität Bonn, wo er 1971 das erste juristische Staatsexamen ablegte. Nach einem halbjährigen Auslandsaufenthalt in England absolvierte er das Referendariat in Bonn und legte 1975 die zweite juristische Staatsprüfung in Düsseldorf ab.
Zu Beginn des Jahres 1976 trat er die Stellung eines Justitiars bei der Handwerkskammer Trier an. 1978 wurde er zum Hauptgeschäftsführer der Handwerkskammer Trier gewählt. Diese Position bekleidete er über dreißig Jahre. Kocks war Initiator zur Gründung des Handwerkerrates in der Euroregion Saar-Lor-Lux-Trier sowie zur Installierung des Euro Info Centres Trier. Gegen das EIC gibt es seit 2008 Vorwürfe des Subventionsbetruges. Nach der Wende beteiligte er sich beim Aufbau der Kreishandwerkskammer der Partnerstadt Weimar. Er gehörte dem Beirat der Investitions- und Strukturbank Rheinland-Pfalz (ISB) in Mainz an.
2008 wurde Kocks gekündigt, nachdem er und sein Stellvertreter unter den Verdacht des Subventionsbetruges geraten waren und sich durch Ermittlungen der Staatsanwaltschaft dieser Verdacht stark erhärtet hatte. Im Jahr 2013 hat die Trierer Polizei ihre Ermittlungsergebnisse an die Staatsanwaltschaft weitergeleitet. Wann das Ermittlungsverfahren gegen Kocks abgeschlossen sein wird und wann ein Prozess beginnt, sei noch „nicht konkret absehbar“, gab die Polizei im Jahr 2013 an.
Im Herbst 2013 hat die Staatsanwaltschaft Koblenz dann Anklage gegen Kocks wegen Subventionsbetrugs erhoben. Er und drei Mitangeklagte sollen zwischen den Jahren 2003 und 2008 bei öffentlich geförderten Projekten der Handwerkskammer in acht Fällen Personalkosten für Leistungen abgerechnet haben, die in Wirklichkeit nie oder nur teilweise erbracht worden waren. Dabei sei ein Schaden von rund 880.000 Euro entstanden, berichtet die Staatsanwaltschaft. Der Prozess gegen Kocks soll im Jahr 2014 beginnen. Staatsanwaltschaft und Polizei hatten rund 650 Asservate – darunter Ordner voller Projektanträge, Arbeitsnachweise und Abrechnungen mit Fördergeldgebern – ausgewertet. Mehr als 50 Zeugen waren verhört worden. Am 22. September 2015 wurde die Hauptverhandlung vor der vierten großen Strafkammer des Landgerichts Koblenz eröffnet. Kocks hat zum Prozessauftakt sämtliche Vorwürfe zurückgewiesen. Er selbst habe sich nicht strafbar gemacht. Der gute Name der Handwerkskammer habe Schaden genommen, ebenso sein Lebenswerk. Sein Anwalt warf der Staatsanwaltschaft vor, entlastende Sachverständigengutachten nicht berücksichtigt zu haben. Das Verfahren wurde bis Ende 2016 angesetzt.
Das Koblenzer Landgericht verurteilte am 19. Januar 2017 den Ex-HWK-Hauptgeschäftsführer in einem von acht Fällen zu einer Geldstrafe von 27.000 Euro wegen Kenntnisnahme von Falschabrechnungen in Höhe von 87.000 Euro, die unter seiner Geschäftsführung stattgefunden haben. Kocks reichte einen Revisionsantrag ein, die Entscheidung des Bundesgerichtshofs dazu steht noch aus.

## Auszeichnungen
- 1994 wurde Hans-Hermann Kocks mit dem Handwerksabzeichen in Gold des Zentralverbandes des Deutschen Handwerks ausgezeichnet.
- 1996 wurde ihm das Bundesverdienstkreuz am Bande verliehen.
- Für sein Engagement um den schwimmenden Nachbau des Römerweinschiffs erhielt er 2006 den Weinförderpreis der Moselgemeinde Neumagen-Dhron.[11]

## Corpsstudent
Hans-Hermann Kocks schloss sich zu Beginn seines Studiums in Würzburg dem Corps Makaria-Guestphalia an. 1967 trat er in München dem Corps Transrhenania bei. 1993 wurde ihm das Band des Corps Marchia Brünn verliehen. Von 1982 bis 1986 gehörte er als Schatzmeister dem Vorstand des Verbandes Alter Corpsstudenten an.

## Ehrenämter
- Von 2006 bis Anfang 2010 war Hans-Hermann Kocks Vorsitzender der Kulturstiftung Trier.[15]

## Schriften
- Hans-Hermann Kocks: Die Geschichte der Handwerkskammer Trier. In: Richard Laufner, Hans-Hermann Kocks: Trierisches Handwerk von der Vorzeit bis heute. Trier 1996, S. 201–341